# Муловский, Григорий Иванович
Григорий Иванович Муловский (1757 — 1789) — русский военный, капитан бригадирского ранга.

## Биография
Родился Григорий Иванович в 1757 году. Внебрачный сын графа И. Г. Чернышёва.
Дата поступления на военную службу неизвестна. Окончил Морской кадетский корпус. 
В 1771—1782 годах служил в чинах гардемарина, мичмана, лейтенанта и капитан-лейтенанта. Плавал во всех европейских морях, посетил Англию и несколько раз Итальянский порт Ливорно.
В 1787 году в чине капитана 1-го ранга назначен Екатериной II начальником отряда из четырёх судов, предназначенных для первого русского кругосветного плавания. Выбор пал на Муловского, как на одного из лучших морских офицеров, разносторонне образованного и знающего четыре иностранных языка. Часть маршрута этой экспедиции разработал английский морской офицер Джеймс Тревенен, который приехал в Россию по приглашению царицы. Но экспедиция не состоялась из-за начавшейся русско-турецкой войны.
С отменой экспедиции и начавшейся войны со Швецией, Муловский был назначен командиром корабля «Мстислав». На нём в 1788 году он участвовал в сражении при острове Гогланде. В этом сражении адмирал С. К. Грейг в своем донесении особо отметил мужество команды «Мстислава» — искалеченный ядрами шведских пушек, еле управляемый, «Мстислав» до конца не выходил из боя, даже когда его палубы были залиты кровью, а вода сквозь пробоины поступала в трюмы, он следовал за адмиральским кораблём и преследовал шведскую эскадру. Потом долго повторяли слова, сказанные командиром «Мстислава» Григорием Муловским:

«Пока мой корабль держится на воде, он не отстанет от своего адмирала».
В 1789 году, в чине капитана бригадирского ранга, Муловский участвовал в сражении у острова Эланда, во время которого был убит. В этой же войне в 1790 году погиб и Джеймс Тревенен.
Со смертью Муловского русское правительство надолго отказалось от плана кругосветного путешествия. Первое русское кругосветное плавание на кораблях Русско-американской компании «Надежда» и «Нева» под командованием капитан-лейтенанта И. Ф. Крузенштерна и капитан-лейтенанта Ю. Ф. Лисянского состоялось только в 1803—1806 годах.
В честь Г. И. Муловского названы: гора Муловского на острове Сахалин (к югу от залива Терпения) и мыс Муловского на острове Сахалин (к югу от залива Терпения, мыс открыт в 1805 году И. Ф. Крузенштерном, тогда же было присвоено название мысу).

## Награды
- Награждён орденом Св. Георгия 4-й степени (№ 535 (257); 25 июля 1788).
- Также награждён другими орденами Российской империи.